# 北肖斯博滕
北肖斯博滕是挪威特罗姆斯郡巴尔斯菲尤尔市的一个村庄，欧洲E6公路和E8公路在此交汇，每年过境旅客约300万人。